# P-3獵戶座海上巡邏機
P-3“獵戶座”（英語：P-3 Orion）美国洛克希德公司设计生产的一种海上巡邏機，已被世界許多國家所採用，主要用途是作為海上巡邏、偵察與反潛作戰。

## 設計
1957年8月，美國海軍發送規格要求書，希望航空業界提供更新銳的機種替代P-2海王星巡邏機及馬丁P5M巡邏機，這兩款飛機被替換的原因主要是活塞引擎發動機提供的動力表現已達極限；T56渦輪軸發動機問世對螺旋槳飛機業界帶來相當大的進步，也讓軍方加速進入全渦輪軸化機隊的腳步。規格書中，提出希望能以現役機種改良盡速投入服役；洛克希德公司提案以渦輪軸螺旋槳為動力的洛克希德L-188改良為軍用機版本。雖然L-188在1957年還在開發階段，並無實機也非現役，但美國海軍仍然在1958年4月公布洛克希德為提案得標廠商，5月份簽訂製造合約。P-3巡邏機原型開發階段代號YP3V-1 / YP-3A，原型機生產編號(BuNo) 148276，由L-188客機的三號原型機（c/n 1003）改裝，1958年8月19日首飛。

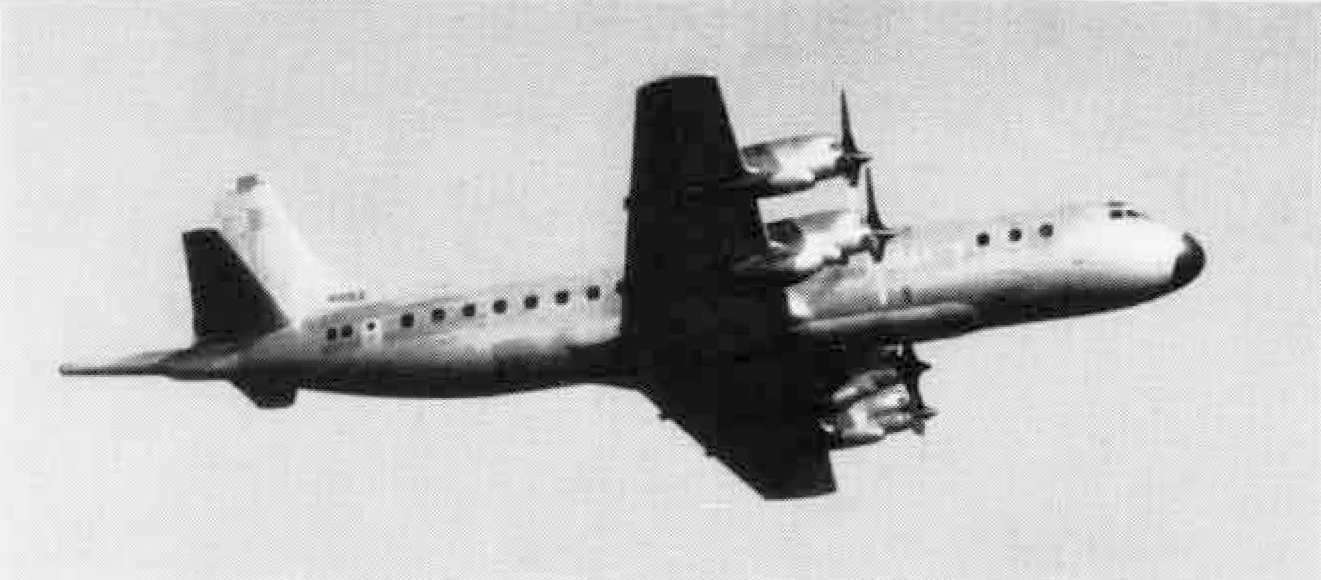
P-3原型機，外觀還與L-188大半類似

P-3的機體設計大半仍沿襲L-188，但和全客機的L-188最大不同點是前機身空間有2.1公尺（7英尺）挪給內載彈倉使用，機尾則有根條長形固定式「刺針」內藏磁異偵測器，還有主翼增加可掛載武器的硬點與掛架；原訂給這架飛機使用的艾利森T56渦輪軸發動機（民用代號Allison 501）提供這架飛機足以與渦輪噴射發動機反潛機媲美的航速（411節，時速763公里）卻有更佳的燃油使用效率，隨後TP-3A完成驗收量產，首批量產型代號P3V-1。
雖然P-3核定量產，但L-188客機在1959年3月至1960年2月間發生3起飛安意外，讓官方單位介入調查L-188的問題。經過檢查，發現L-188發動機支架強度不足，在高速運轉狀態時發動機扭力會帶給飛機主翼極大的垂直振動，進而把主翼從機身上撕裂。雖然洛克希德投入鉅額修復已交貨的L-188客機結構問題，但飛安問題已經讓客戶卻步，進而提前讓洛克希德的客機研製業務開始走入下坡；P3V-1也因為結構修改的緣故延後，到1961年才開始交機。
1961年4月15日，P3V-1交付馬里蘭州帕圖森河海軍基地駐紮的第8巡邏中隊，第二支換裝的單位是1962年9月18日同一基地的第44巡邏中隊，但到1962年交付時，已統一的代號系統將之命名為P-3，第一批量產型稱為P-3A。
進一步改良
P-3初期量產型裝備和各國反潛機差距不大，其對水下作戰得以出類拔萃緣故在作戰系統導入數位化；P-3的水下作戰計算機系統開發始於1963年，美國海軍武器局與史佩里公司旗下的UNIVAC公司簽約，研製一款給P-3反潛機使用的數位電子計算機，這台裝備代號CP-823/U／Univac 1830／史佩里A-1／A-NEW MOD3；1965年工程樣機送到美國海軍航空部隊沃明斯特戰測中心，數位化反潛計算機在1965至1968年間進行完整測試，通過驗收後彙整進P-3C的改良項目內，這款計算機後續由同公司研發的AN/AYK-10電腦給替換，電子系統的優勢讓P-3C從1969年推出後隨即在空中反潛領域技壓同行，經過不斷改良，讓P-3維持至少40年的享譽名聲。
替換者
美國海軍在1980年代末期便提出汰換P-3C的構想，當時雖然幾乎內定由P-3家族提升型P-3G得標，代號P-7巡邏機；但美國海軍仍然公開招標避免非議，當時投標者開始使用噴射客機取代傳統螺旋槳飛機，包括波音757與MD90都是改良的基礎素體；最後雖然仍是洛克希德得標，因開發成本超支在1990年P-7計畫取消。21世紀重開競標時，波音以波音737民航機修改的軍用版本P-8海神式巡邏機（Boeing P-8 Poseidon）贏得洛克希德以P-3為改良基礎的獵戶座21；P-8在2013年開始服役，未來將取代P-3C擔任美國海軍長程巡邏及監視任務的主角。

## 操作P-3

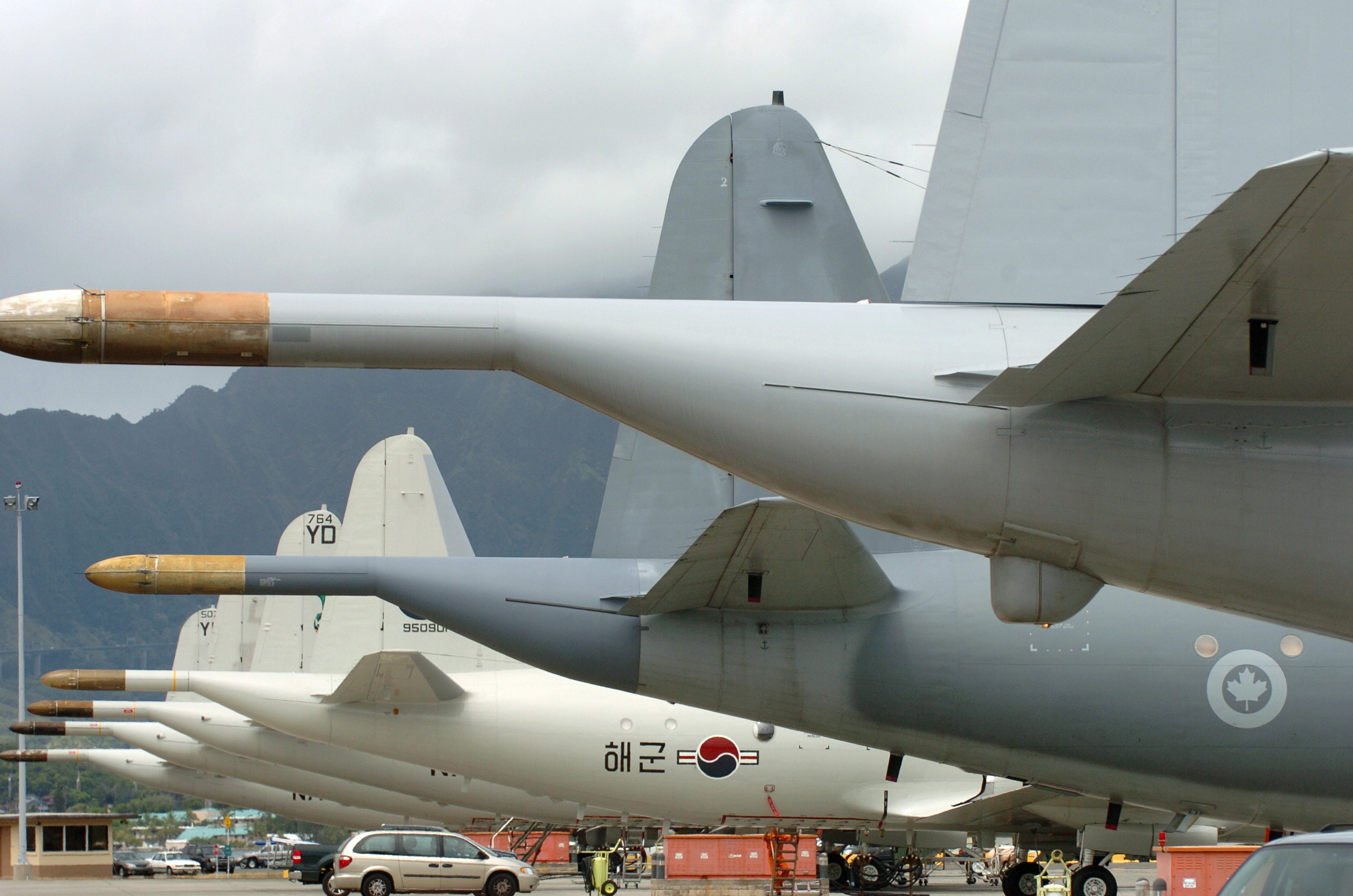
加拿大皇家空軍一架MAD的尾桁

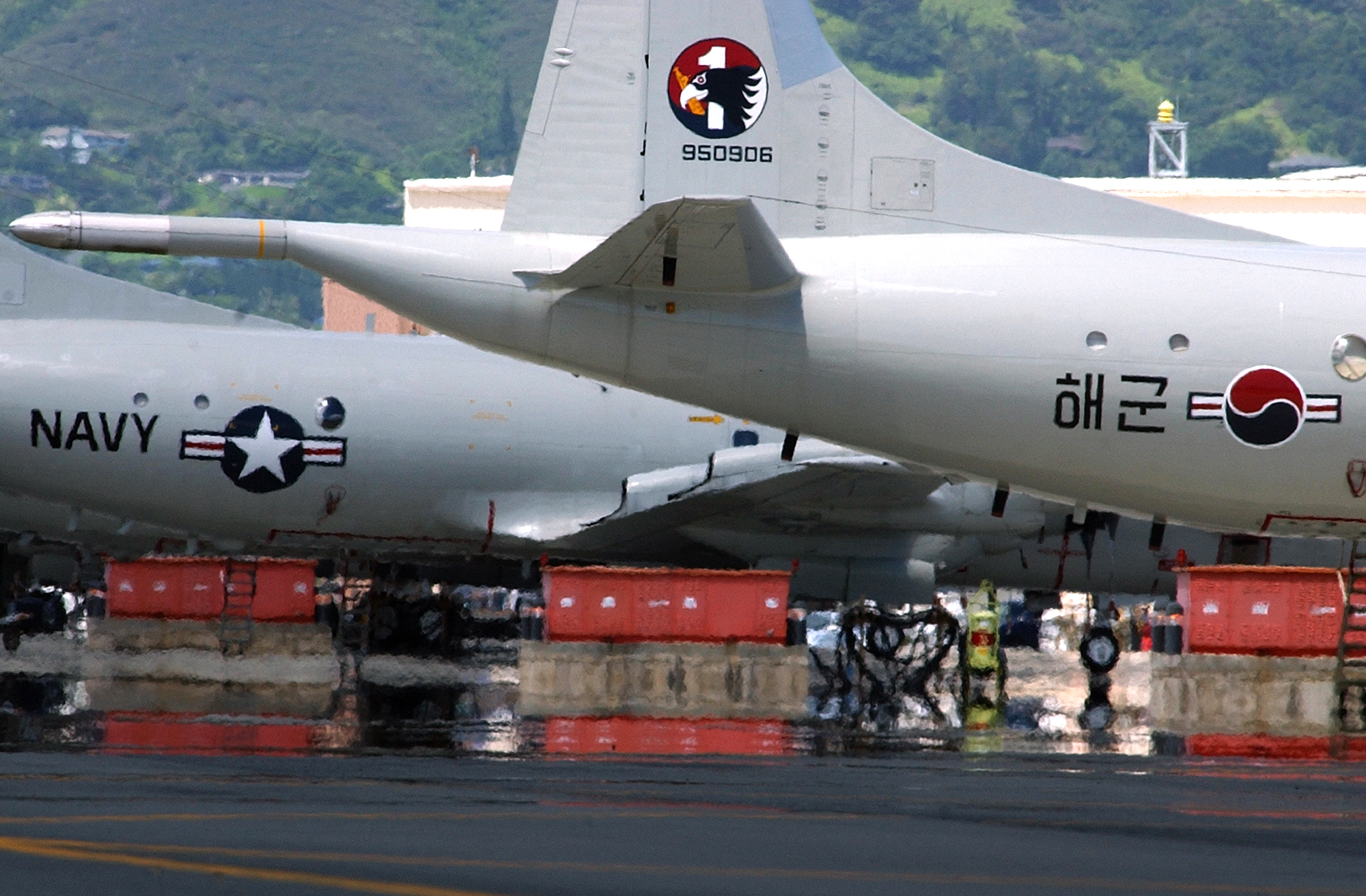
韓國海軍和美國海軍的P-3巡邏機於2004年軍演期間並列於夏威夷卡内奥赫（Kaneohe）的美國海軍陸戰隊航空基地

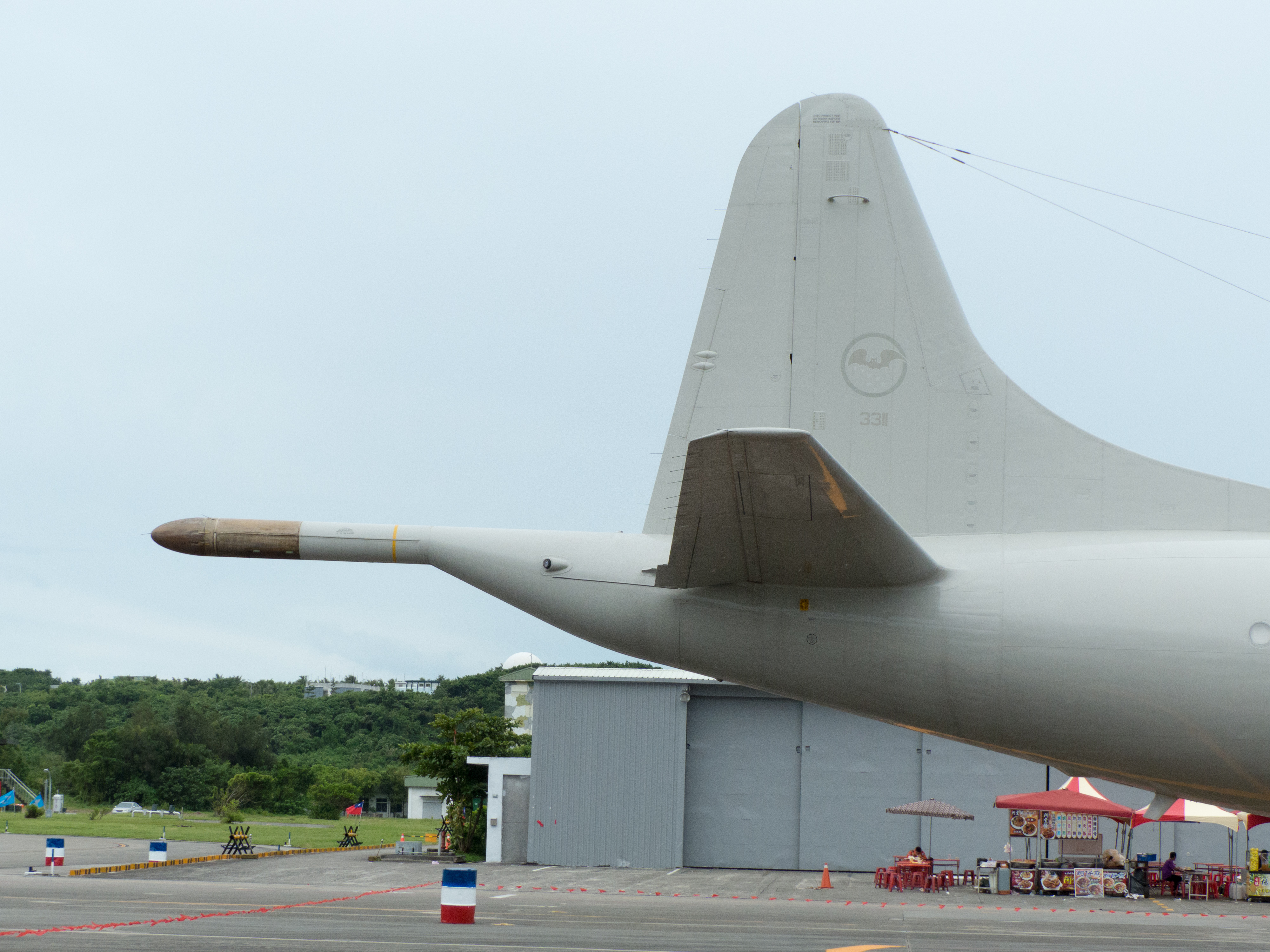
中華民國空軍第六聯隊第34中隊的P-3C。

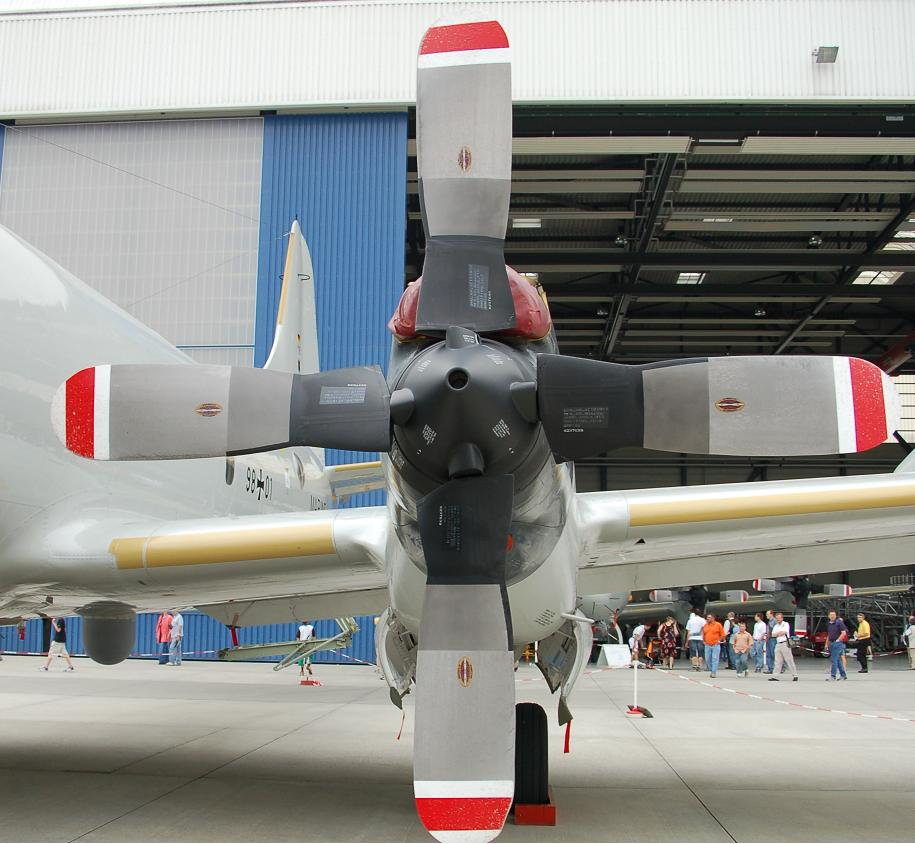
Allison T56-A-14螺旋槳

P-3的前機身有一個內藏式炸彈艙，翼下載點可掛飛彈，如AGM-84魚叉反艦飛彈，尾部有一條長形「刺針」內藏磁異探測器（MAD）和一個觀察用凸面窗，聲納浮標可從外裝載管（P-3C和後型）或機身內投擲。

### 美國乘組員構成
10到12名組員
- 飛機指揮官或巡邏機指揮官（"PPC"）
- 副駕駛（"2P"）
- 第三駕駛（"3P"）
- 飛行工程師（FE）
- 副飛行工程師（2FE）
- 戰術協調長（TACCO）
- 導航員／通訊員（NAV/COM）
- 聲學感測器操作員 1（Sensor 1）
- 聲學感測器操作員 2（Sensor 2）
- 非聲學感測器操作員，雷達／MAD（Sensor 3）
- 空中技師（IFT）
- 軍械士（ORD）**不再部署**（已由IFT接管任務）

其他操作國的機上組員有各種數目，取決於他們的裝備配置和飛機任務。例如，澳洲皇家空軍（RAAF）的飛機沒有專屬軍械士，將此任務交由任何其他種類的閒置人手處理，另外，RAAF的飛機配置了ESM操作員（Sensor 4）、感測器運用管理長（SEM）和多了一個飛行工程師（沒有空中技師）。

### 發動機閒置熄火
在許多任務，抵達任務位置後經常會將一具發動機熄火，通常是一號發動機（左外側發動機），以節省燃料延長滯空時間（和增加航程，若在低空），若是飛機重量、天氣和殘油許可的話常常兩個外側發動機都會熄火。在長程的國境巡邏任務飛行可能會持續超過10小時，並可能帶上更多駕駛和組員。P-3型飛機的最長飛行時間記錄是21.5小時，由紐西蘭皇家空軍第五中隊在1972年的一次飛行中達成。
一號發動機閒置熄火是四具發動機的主要選擇，是因為它是P-3四具發動機中唯一沒有發電機的，因而不需要為機上的電子儀器發電，這也消除了來自此發動機的廢氣，增加在飛機左舷的主要觀測站的可見度。

## 2001年中美海南撞机事件
在2001年4月，美國海軍的一架EP-3E偵察機，一種電子情報搜集型的P-3C獵戶座，和一架中國人民解放軍海軍航空兵歼-8B噴射戰鬥機在海南岛附近上空碰撞。歼-8B戰鬥機墜毀，飛行員失蹤，後推定死亡，EP-3被迫降落在海南陵水机场，其組員和飛機曾被中國官方扣留，其后经过协商后释放人员，飞机零件拆掉運回。

## 衍生型
- P-3A：原始量產型，生產157架。

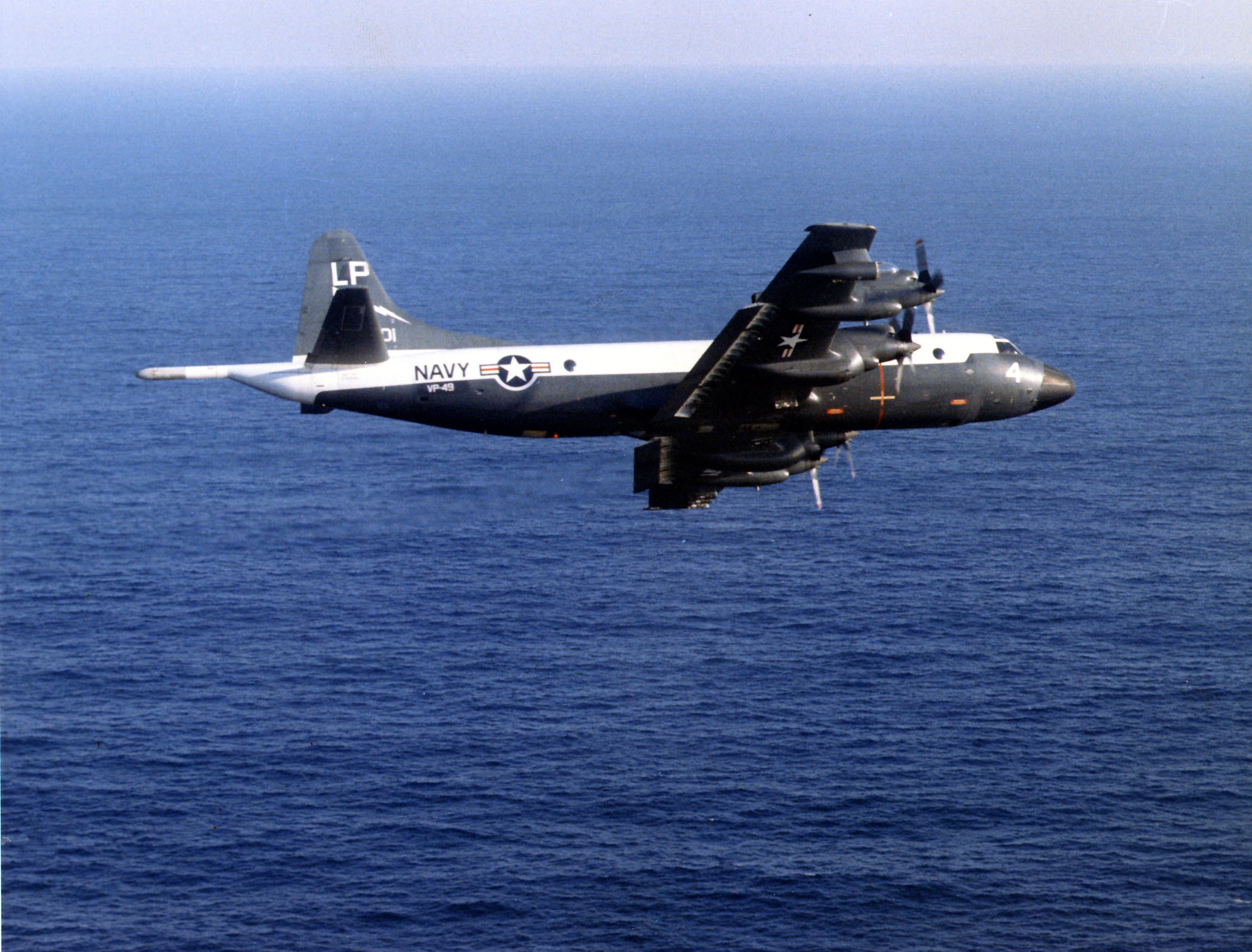
VP-49中隊的P-3A與原始藍／白塗裝

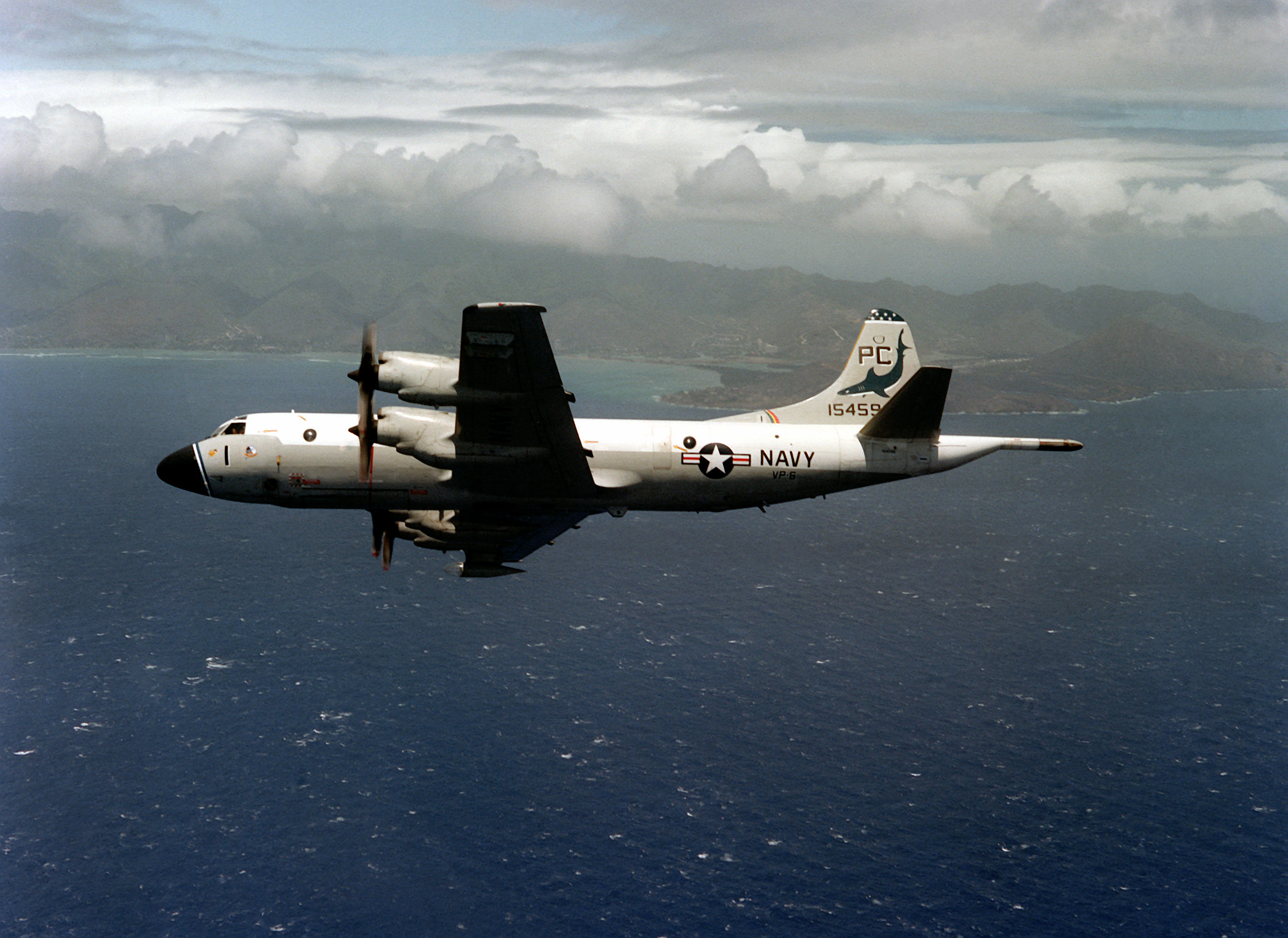
VP-6中隊的P-3B靠近夏威夷

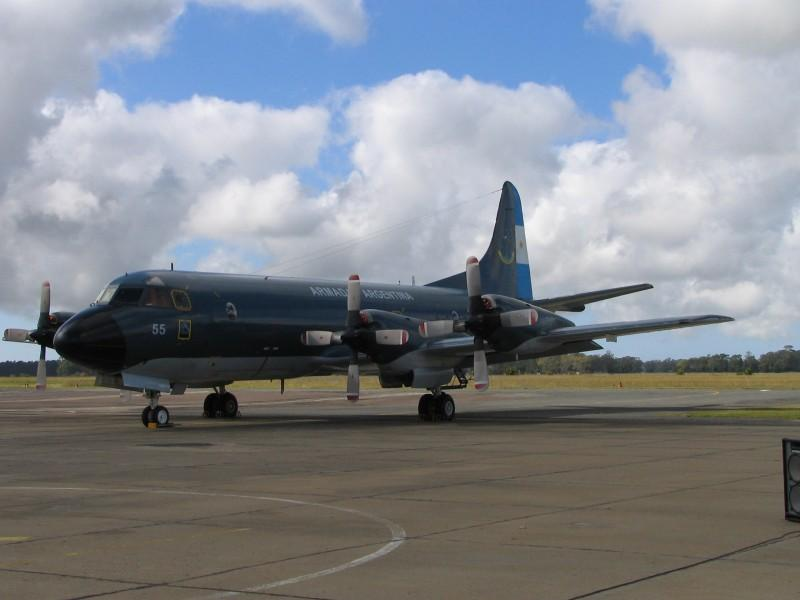
阿根廷海軍的P-3B

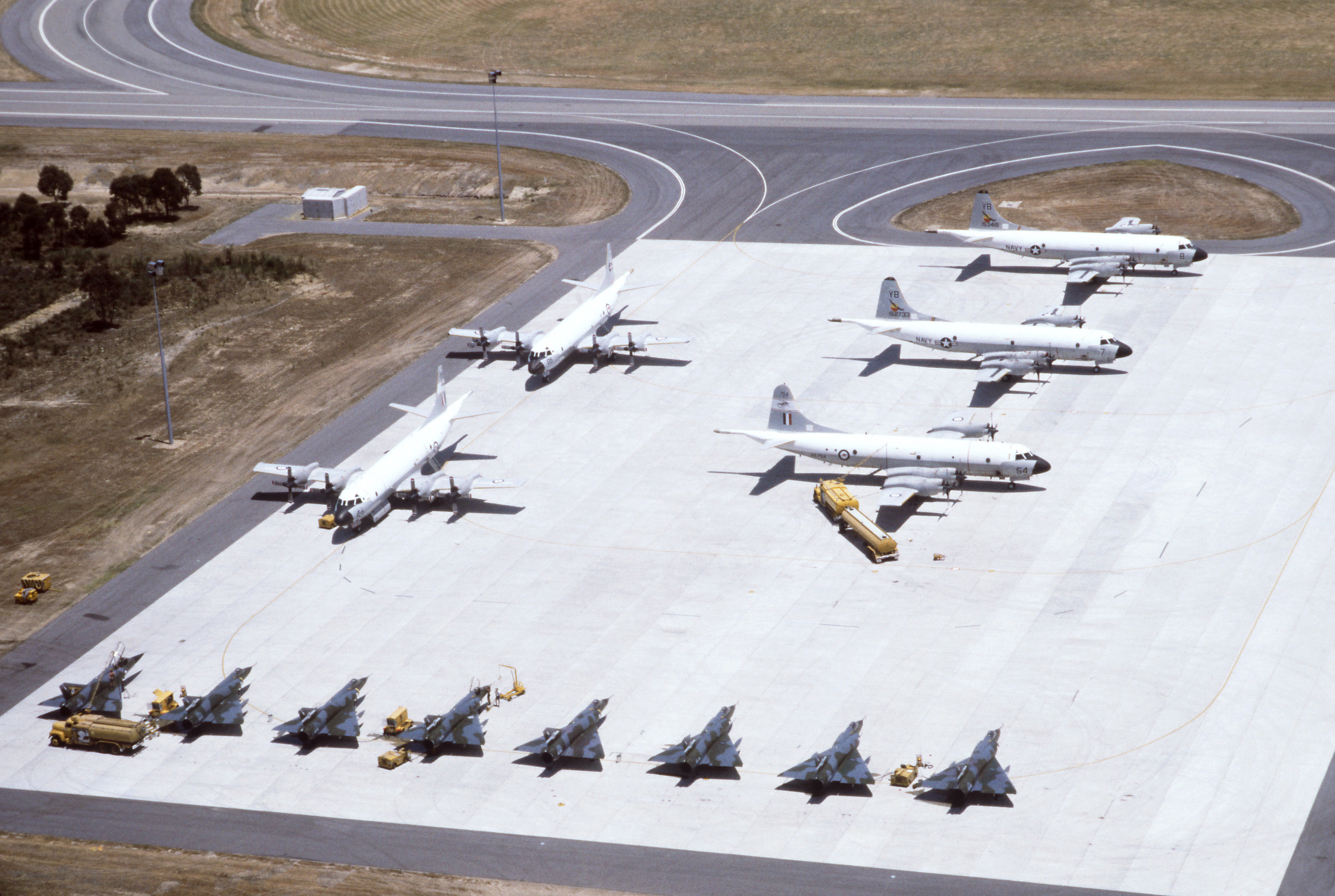
紐西蘭皇家空軍第五中隊的P-3B

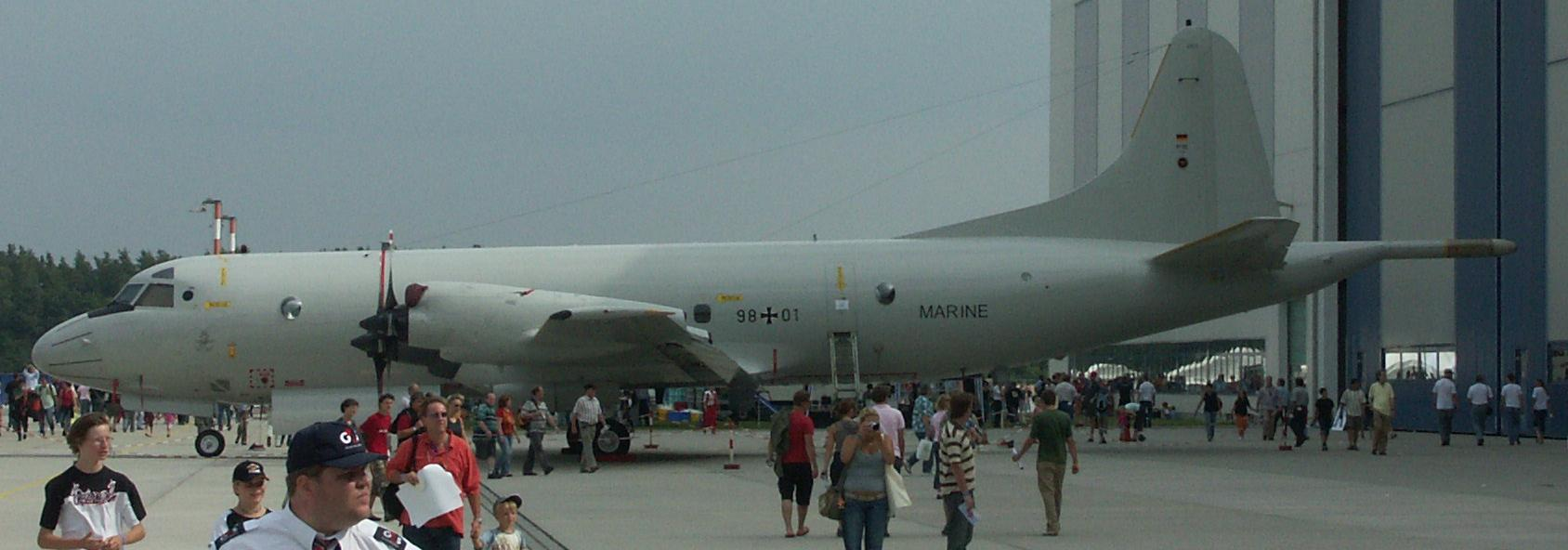
美國VP-8中隊的P-3C獵戶座

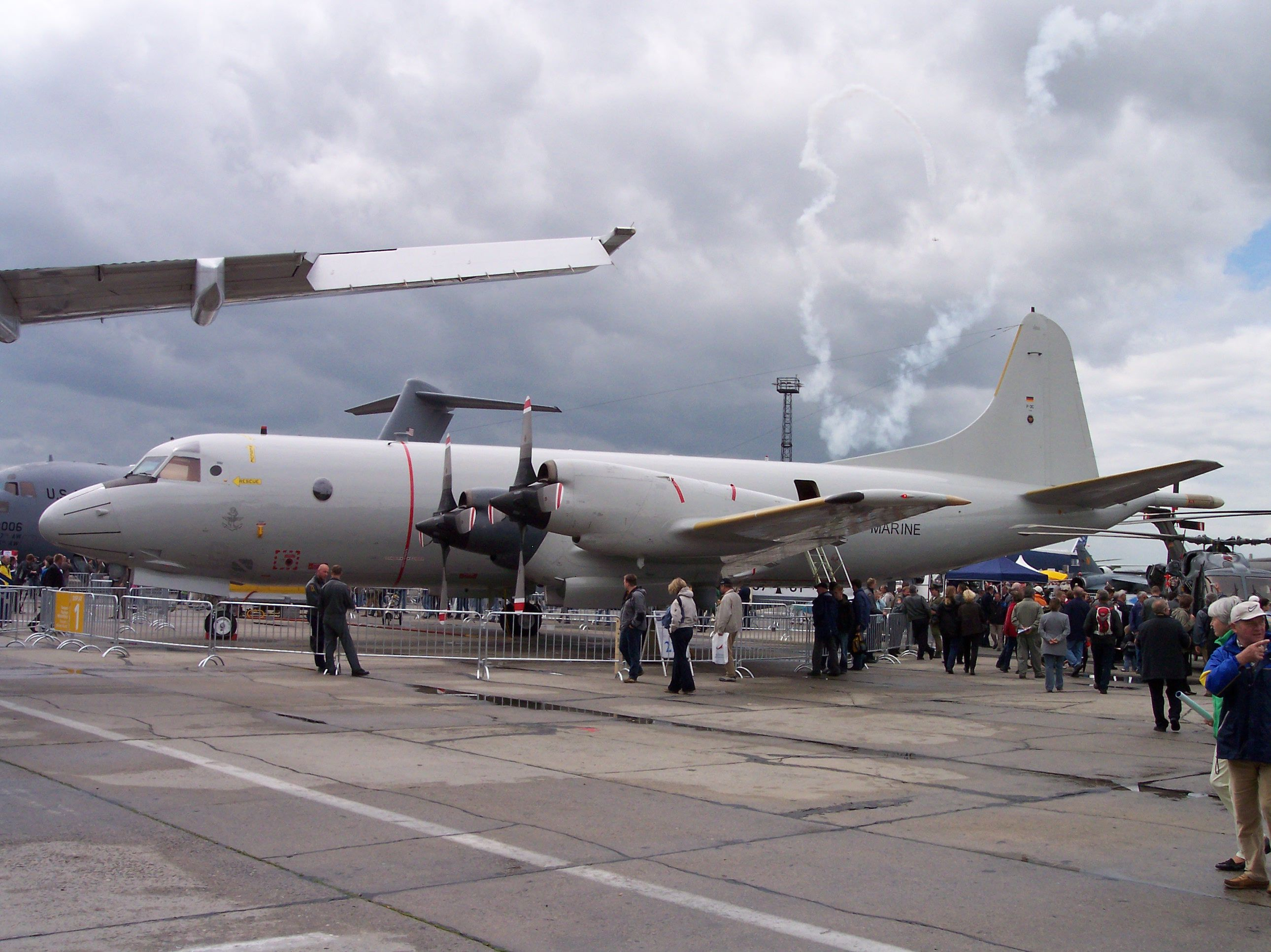
德國海軍的P-3C

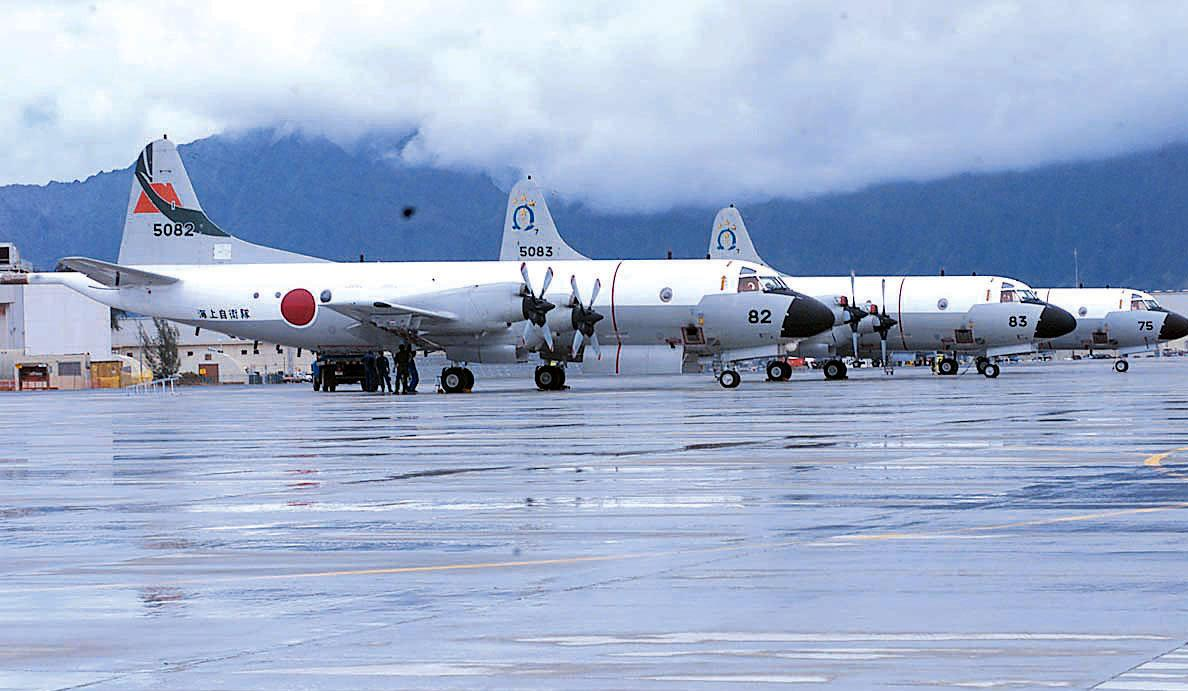
日本海上自衛隊的P-3C

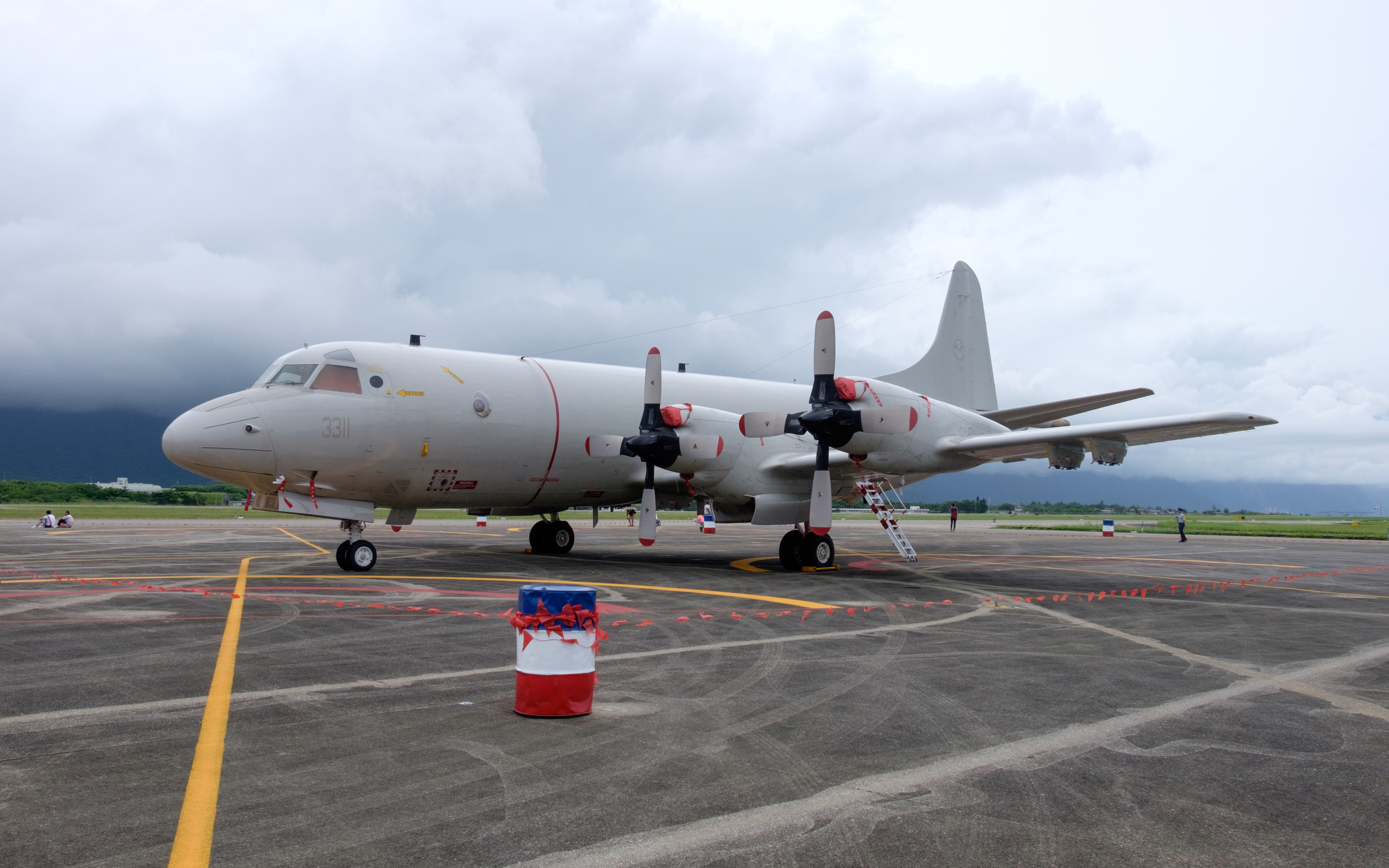
中華民國空軍第439混合聯隊反潛機大隊第34中隊的P-3C反潛巡邏機

- P-3A（CS）：四架改良過雷達的P-3A，美國關稅局使用。
- EP-3A：七架為電子偵察測試修改的P-3A。
- NP-3A：三架為美國海軍研究實驗室修改的P-3A。
- RP-3A：兩架為科學用途修改，由帕图森河海军基地海洋學發展中隊使用。
- TP-3A: 12架為訓練任務修改的P-3A，移除所有反潛作戰設備。
- UP-3A: 12架作為多功能運輸機的P-3A，移除所有反潛作戰設備。
- VP-3A：三架WP-3A和兩架P-3A改造成為VIP／人員運輸機。
- WP-3A：四架改造成為氣象偵測機的飛機。
- P-3B：第二種主要量產型。
- EP-3B：兩架在越戰時期改造成電子情報搜集機的P-3A。
- NP-3B：一架改造成美國海軍研究實驗室測試平台的P-3B。
- P-3BR：為巴西空軍修改的P-3A。
- P-3C：第三種主要量產型。
  - P-3C Update I：加上新的和改良後的電子設備，生產31架。
  - P-3C Update II：加上紅外線偵查、聲納浮標參照系統、魚叉反艦飛彈攜帶能力，生產44架。
  - P-3C Update II.5：改良了導航和通訊器材，24架。
  - P-3C Update III：加上新的聲學處理器、聲納浮標接收器和改良的APU，50架。
  - P-3C Update IV: 加上AIP(美國海軍)/UIP(挪威皇家空軍)。
- EP-3 : 日本海上自衛隊使用的電子情報搜集機。
- NP-3C：一架改造成美國海軍研究實驗室測試平台的P-3C。
- RP-3C：一架為取代RP-3A修改過的P-3C。
- OP-3C : 10架為偵察任務進行改造成日海自P-3C。
- UP-3C：日海自器材測試機。
- UP-3D：日海自電子情報搜集訓練機。
- RP-3D：一架為大氣研究修改過的P-3C，為收集大氣資料。
- WP-3D：兩架為NOAA氣象研究、包括颶風狩獵修改的P-3C。
- EP-3E Aries：改造成電子情報機的10架P-3A和兩架EP-3B。
- EP-3E Aries II : 12架改造成電子情報機的P-3C。
- NP-3E：各種實驗用飛機。
- P-3F：六架在1970年代後期交付伊朗帝國空軍的P-3C。
- P-3G : 洛克希德P-7（英语：Lockheed P-7）原代號。
- P-3H：提議的P-3C升級版。
- EP-3J：為艦隊電戰支援用途修改的兩架P-3A。
- P-3K：五架在1965－67年間交付紐西蘭以替代桑德蘭飛艇的P-3B，部署在奧克蘭Whenuapai的RNZAF第五中隊。此批飛機在裝上P-3C update II升級包和一些當地創意後，付予了代號P-3K（Kiwi縮寫），再加上一架自RAAF買來的二手P-3B也升級至P-3K標準，一共六架。目前正進行至P-3K2升級。
- P-3N：為挪威空軍海岸巡邏任務修改過的兩架P-3B。
- P-3P :葡萄牙空軍六架前購自RAAF的P-3B。現已由購自荷蘭皇家空軍的P-3C Update II.5取代。
- P-3T：兩架為泰國皇家海軍修改的P-3A。
  - VP-3T：泰國皇家海軍一架為VIP和一些監視任務用經過修改的P-3A。
- P-3W：澳洲皇家空軍內部使用的代號，以區分1978－1979年間購買的10架P-3C Update 2構形和1982－1983年間購買的10架Update 2.5構形，老的一批代號P-3C，新的P-3W，全部配備英國AQS-901聲學處理器。在經過各式升級後最終合二為一，今全部稱為AP-3C。
- AP-3C：澳洲皇家空軍已被L-3通訊公司升級加入Elta SAR/ISAR雷達和GD-Canada聲學處理器的全部P-3C和W飛機。
  - TAP-3：澳洲皇家空軍為用於訓練任務而修改過的三架P-3B，將所有ASW設備移除並設置乘客位。在AP-3C模擬器全面引進後除役。
- P-3CK：大韓民國海軍自USN購買的八架的P-3B，正由韓國航空宇宙產業和L-3通訊公司重建P-3C構型機翼和更新任務系統設備。
- P-3AEW&C：八架改造成空中預警機的P-3B，由美國關稅和國境保護局用於攔截毒品和國土安全任務。「Slick」是機鼻裝上光學感測塔的P-3並常和AEW機一同工作。
- CP-140極光：加拿大皇家空軍的長程海上偵察、反潛機，外構型修改自P-3獵戶座，但裝上S-3維京式更先進的電子套件。
- CP-140A熊衛式：三架未安裝反潛設備的CP-140，用於極光組員的訓練和各種海岸巡邏任務。
- 獵戶座21，提議的P-3獵戶座新造替代改良型，輸給了波音P-8。
- 在2006年末，美國宣佈有意賣三架裝備E-2C鷹眼2000AEW系統的P-3C獵戶座和10架普通P-3C與巴基斯坦海軍，這些AEW機將提供巴基斯坦海上作戰的搜尋、監視和管制能力。[1]

## 使用國
| 使用國               | 型號                                          | 總數 | 基地                                                             |
| -------------------- | --------------------------------------------- | ---- | ---------------------------------------------------------------- |
| 阿根廷海軍           | 6架P-3B                                       | 6    | Aeronaval Alte. Zar基地，特雷利烏（Trelew）                      |
| 澳洲皇家空軍         | 19架AP-3C（RAAF第10中隊和第11中隊）           | 19   | 愛丁堡空軍基地（RAAF Base Edinburgh）                            |
| 巴西空軍             | 2008年有8架P-3A(BR)                           | 8    | 軴於Aerea de Santa Cruz基地或Aerea de Salvador基地               |
| 智利海軍             | 4架P-3A                                       | 4    | Aeronaval Torquemada基地，Con-Con                                |
| 德國海軍             | 8架P-3C（前荷蘭皇家海軍飛機）                 | 8    | NAS Nordholz, Marinefliegergeschwader 3 Graf Zeppelin            |
| 希臘海軍             | 6架P-3B                                       | 6    | Eleusina空軍基地                                                 |
| 伊朗伊斯蘭共和國空軍 | 5架P-3F (71ASW SQN)                           | 5    | 設拉子國際機場                                                   |
| 日本海上自衛隊       | 101架P-3C, 5架EP-3, 1架UP-3C, 3架UP-3D        | 110  | 八戸航空基地 下総航空基地 厚木航空基地 岩国航空基地 那覇航空基地 |
| 大韓民國海軍         | 8架P-3C, 8架P-3CK                             | 16   | 浦項市基地、濟州特別自治道基地                                   |
| 紐西蘭皇家空軍       | 6架P-3K（RNZAF第五中隊）                      | 6    | 紐西蘭皇家空軍奧克蘭基地                                         |
| 挪威皇家空軍         | 4架P-3C, 2架P-3N（第333中隊）                 | 6    | Andøya基地                                                       |
| 巴基斯坦海軍         | 要求10架P-3C和三架P-3 AEW                     | 13   | Faisal空軍基地，位於卡拉奇                                       |
| 葡萄牙空軍           | 五架P-3C（601中隊）                           | 5    | 6 - Montijo空軍基地                                              |
| 西班牙空軍           | 2架P-3A, 5架P-3B                              | 7    | Morón空軍基地                                                    |
| 泰國皇家海軍         | 2架P-3T, 1架VP-3T                             | 3    | 烏打拋皇家海軍飛行場                                             |
| 美國海軍             | 8架P-3C                                       | 8    | 多處基地                                                         |
| 美國國土安全部       | P-3 AEW                                       | 1    | 德州Naval Air Station Corpus Christi                             |
| Aero Union公司       | 8架P-3A                                       | 8    | 加州Chico                                                        |
| 中華民國空軍         | 3架EP-3A與EP-3B，1967年除役，後又購入12架P-3C | 12   | 空軍屏東基地(神鷗基地)                                           |

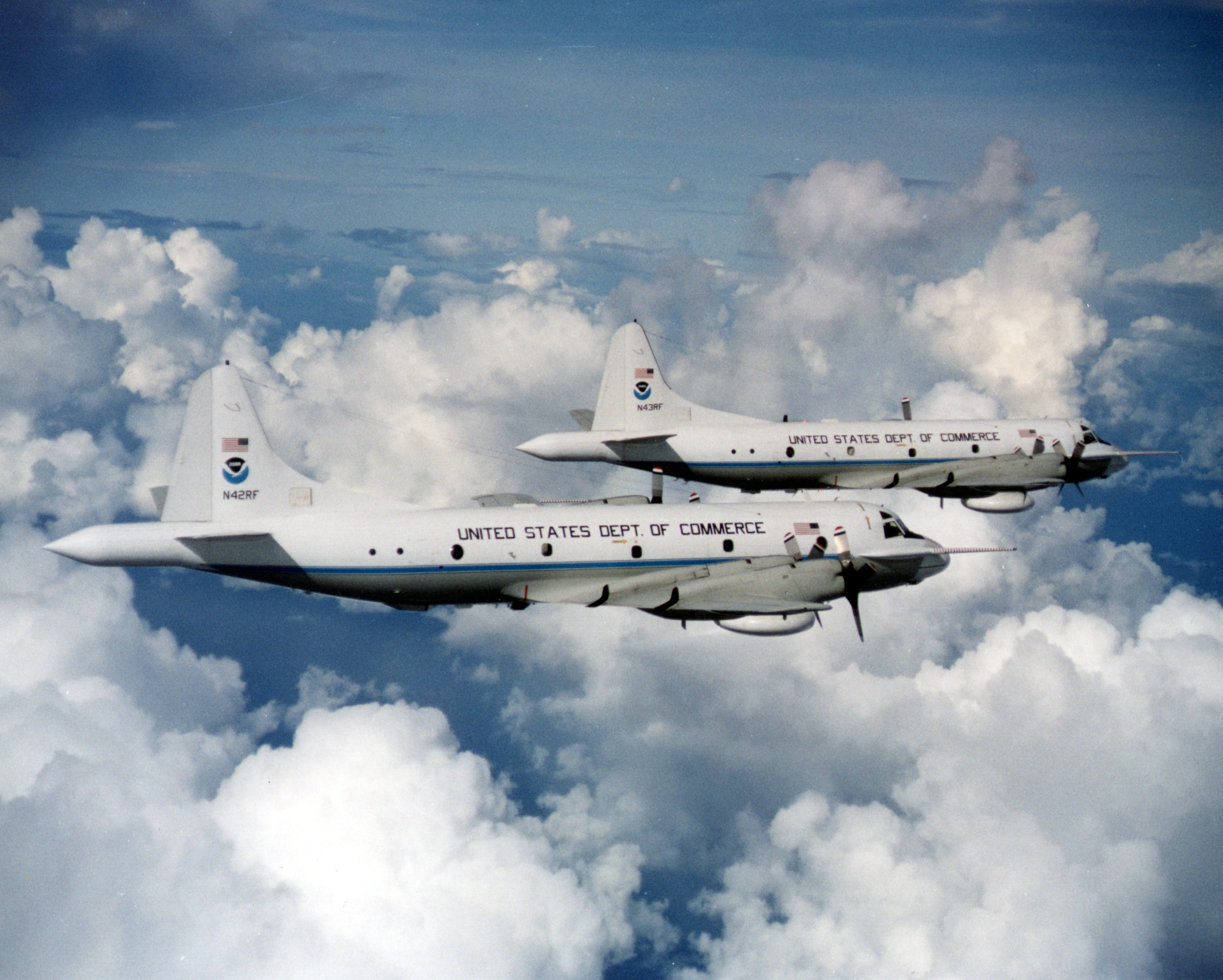
WP-3D 颶風狩獵者
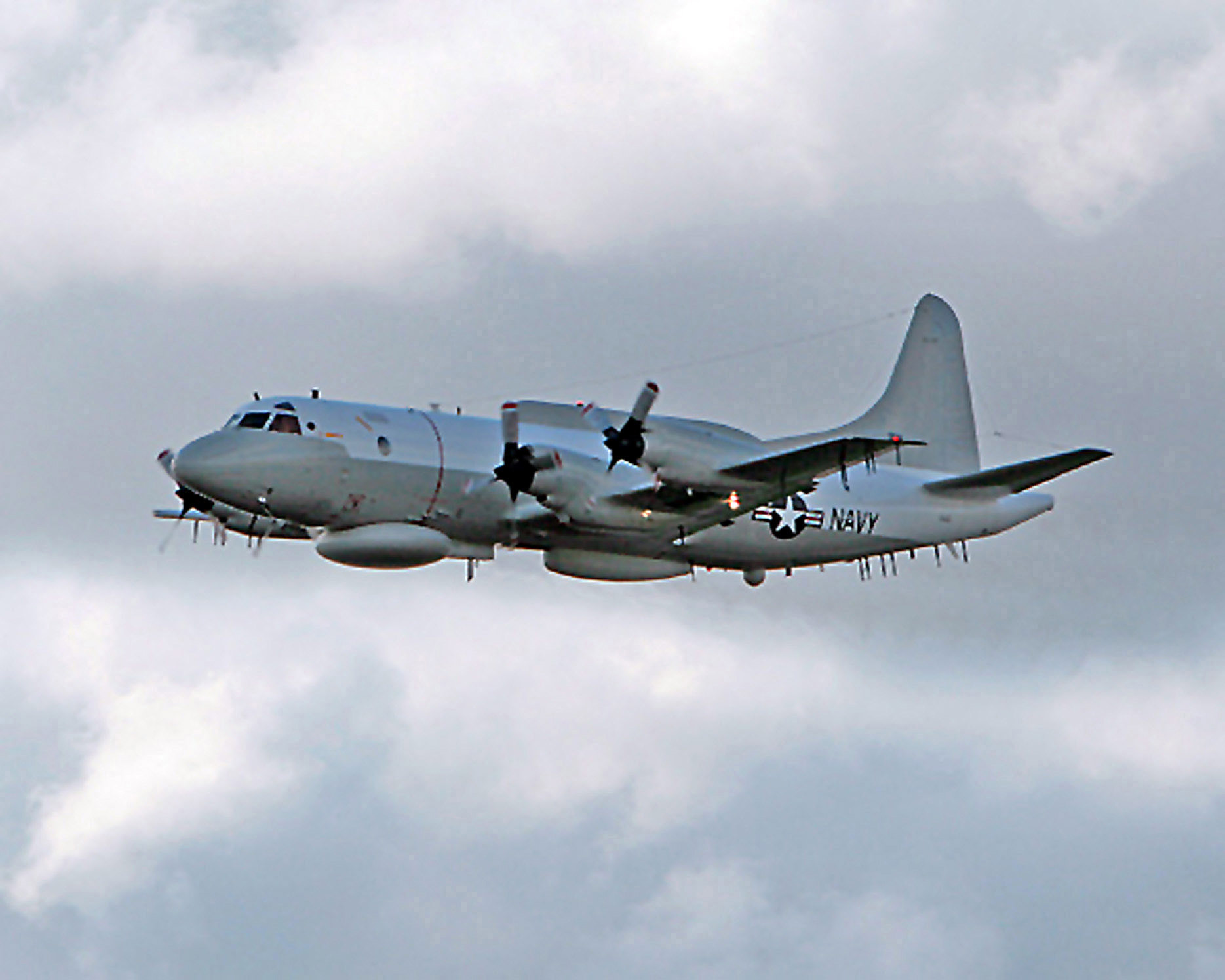
EP-3E Aries II，2006年
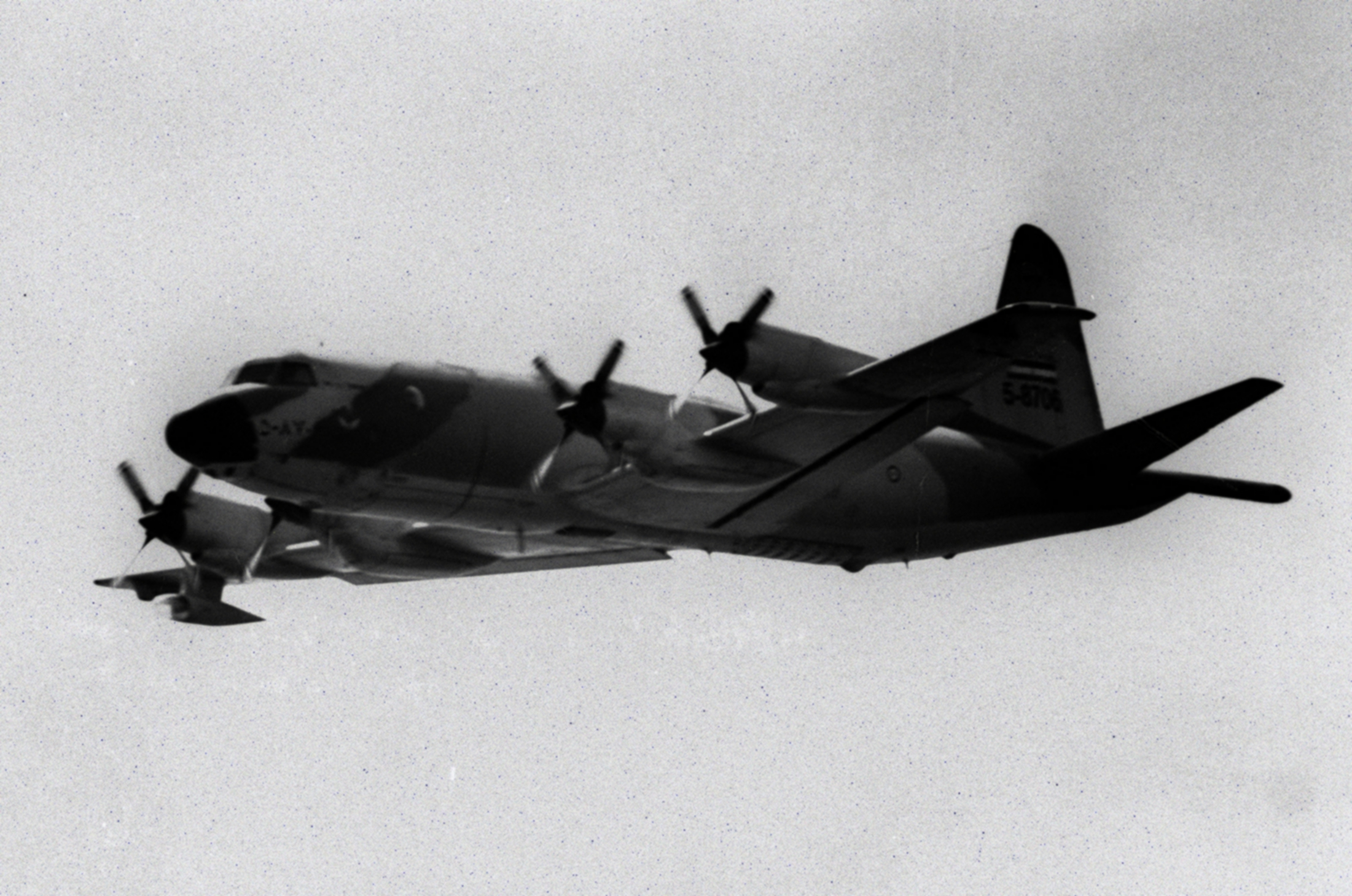
伊朗空軍的P-3F
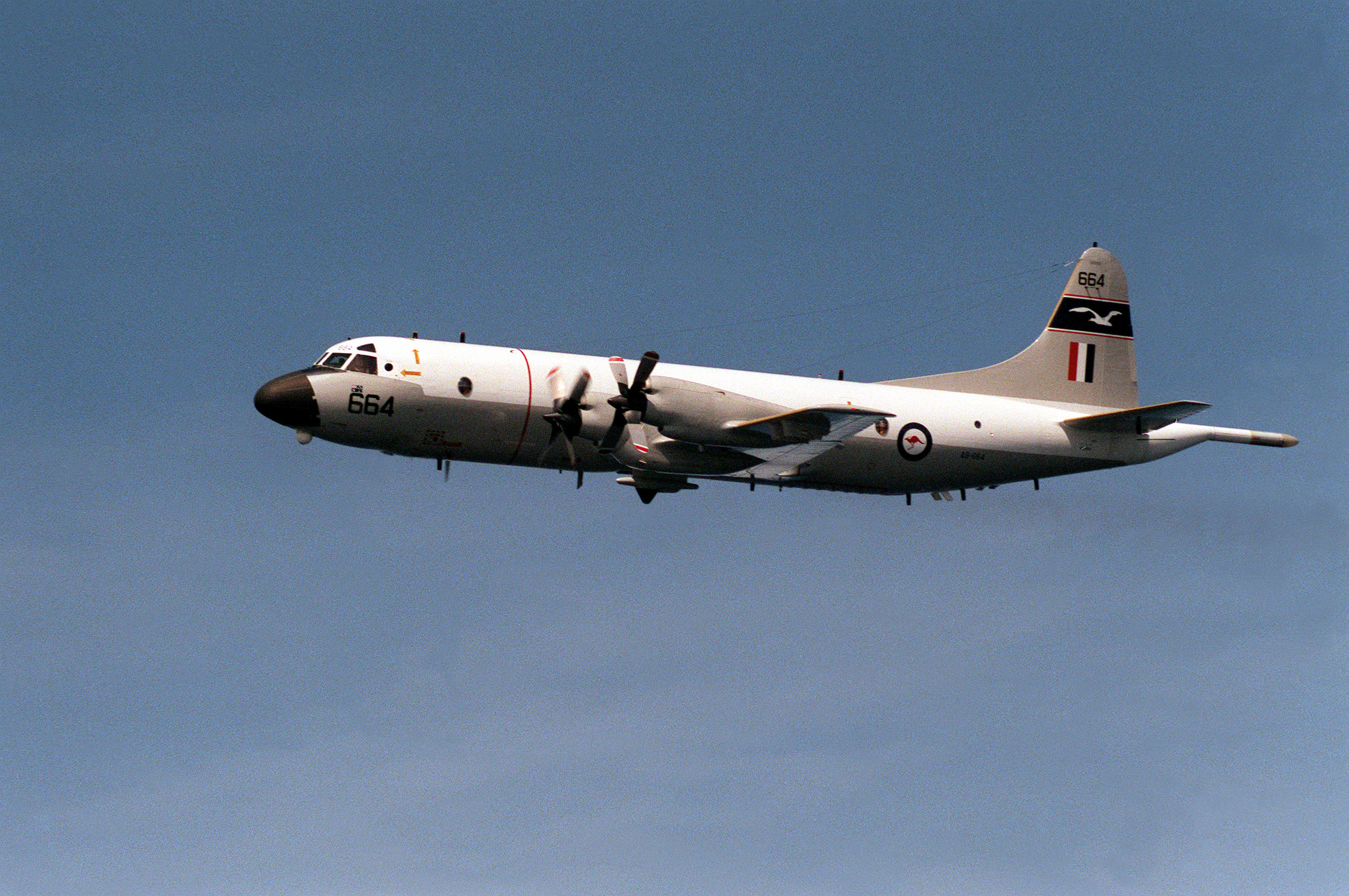
RAAF第11中隊的P-3W，1990年
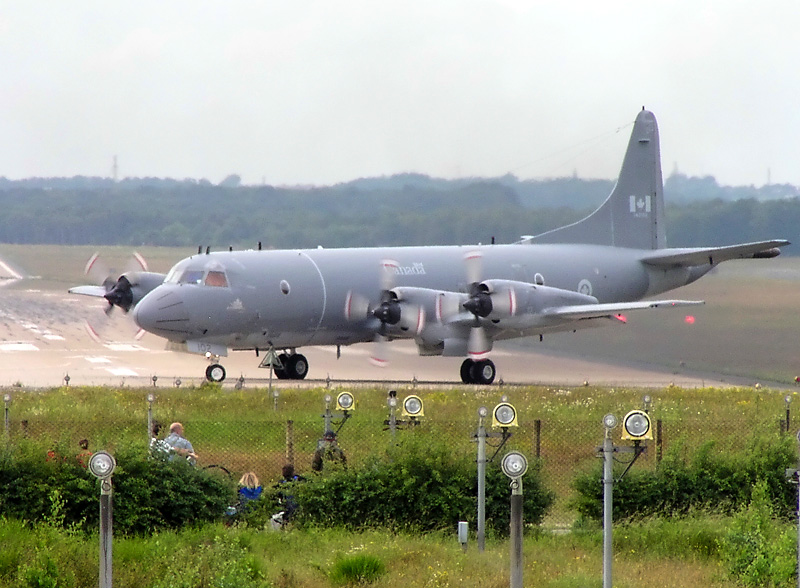
加拿大的CP-140，2007年6月
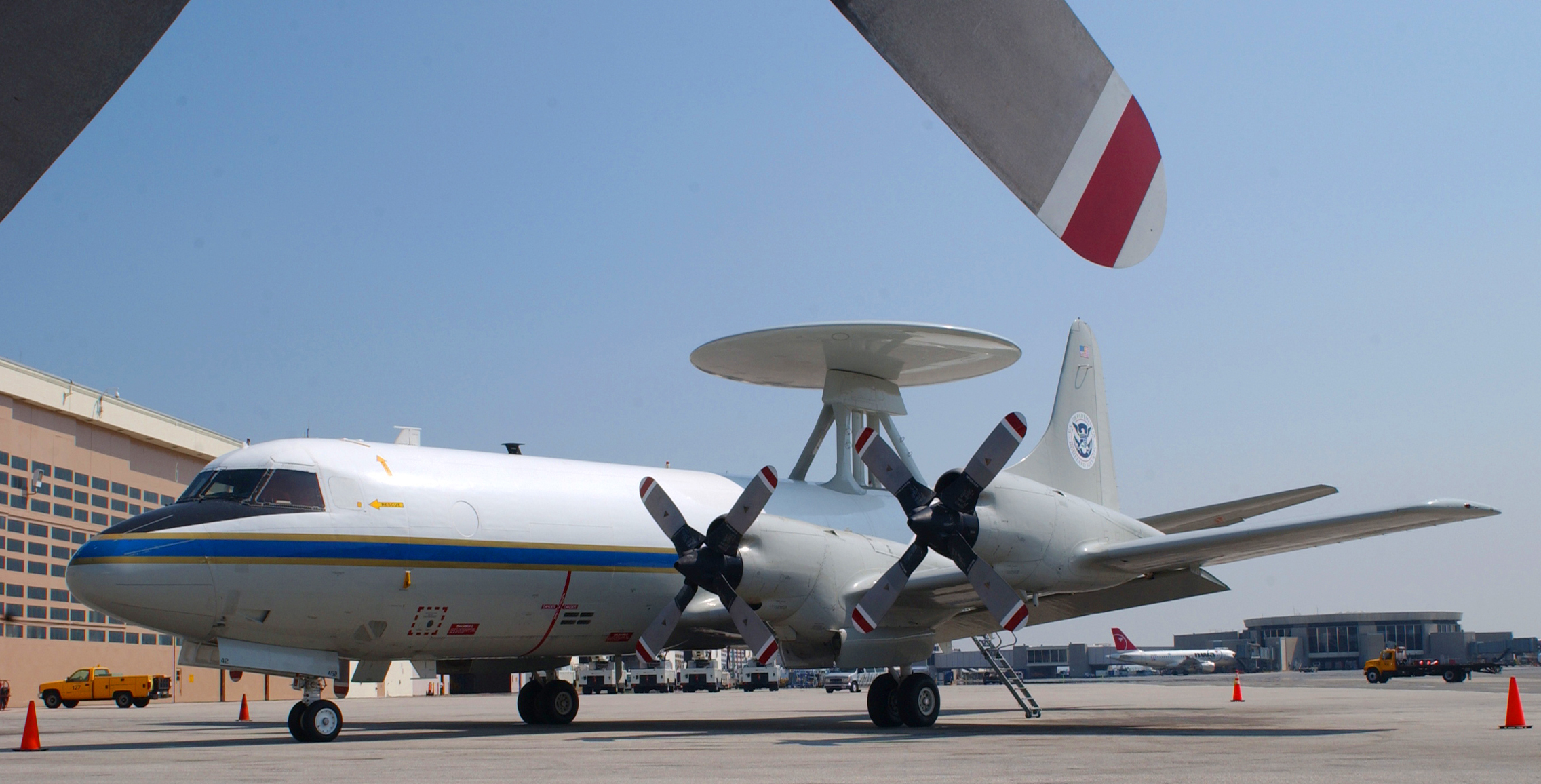
追蹤運毒用的P-3AEW&C
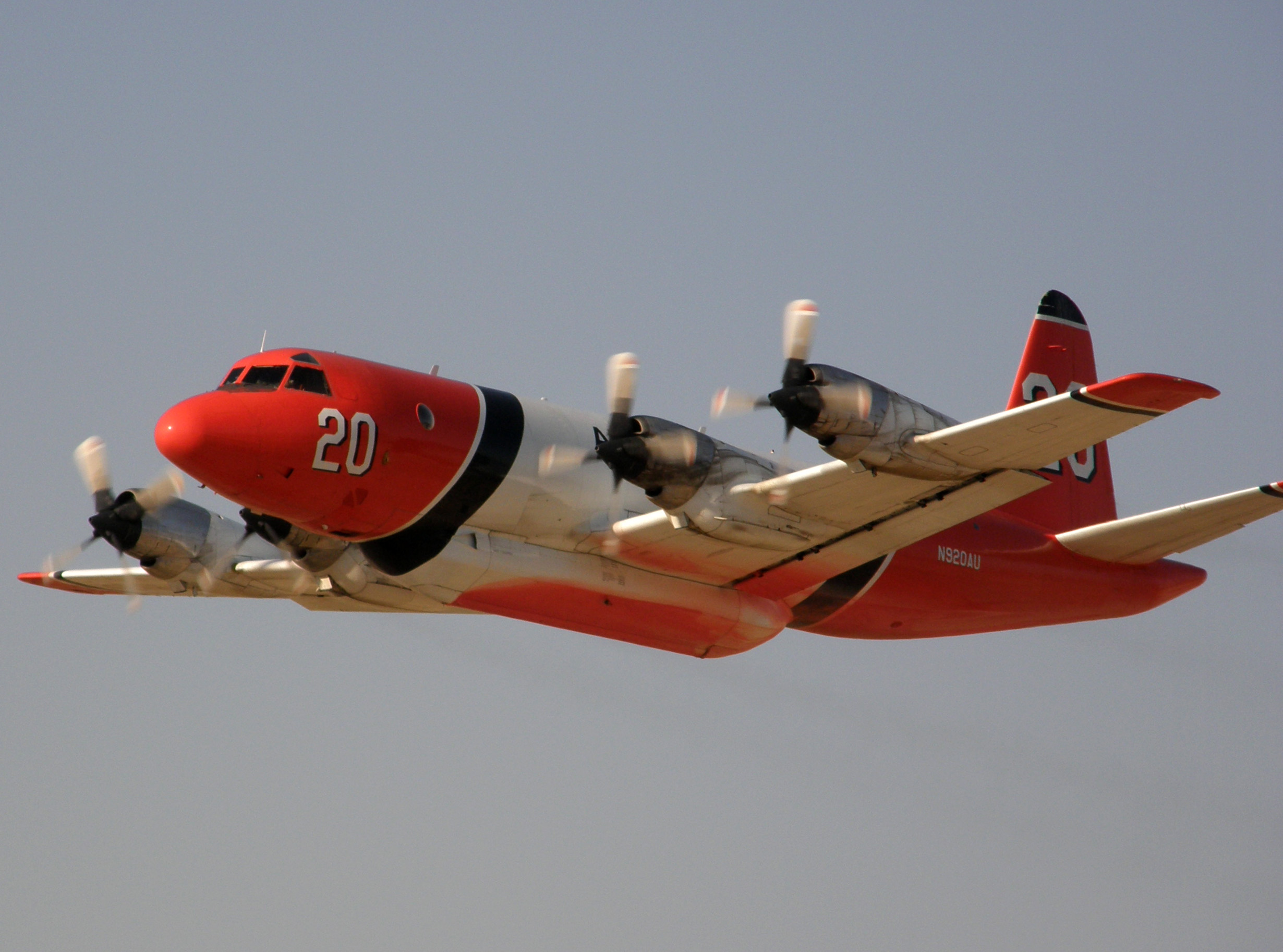
一架P-3A從加州機場起飛前往滅火

## 外部連結
- P-3 Orion Research Group（页面存档备份，存于）
- Navy.mil - Standard Aircraft Characteristics: P-3C Update II